# Ruční papírna Papyrea
Ruční papírna Papyrea s.r.o. je malá rodinná manufaktura v obci Zdislava. Název papírny je odvozen od latinského jména papírnické moruše (Broussonetia papyrifera). Právě lýko z moruše je hlavní surovinou při výrobě japonského washi papíru. Vyrábí zde ruční papír, pořádají se víkendové kurzy, přednášky.
Papírna ukazuje celý proces výroby, od sazenic morušovníku, přes stříhání, loupání, čištění, vaření, bití vláken, až po finální ponoření síta do kádě, lisování a sušení.